# Game Boy Color

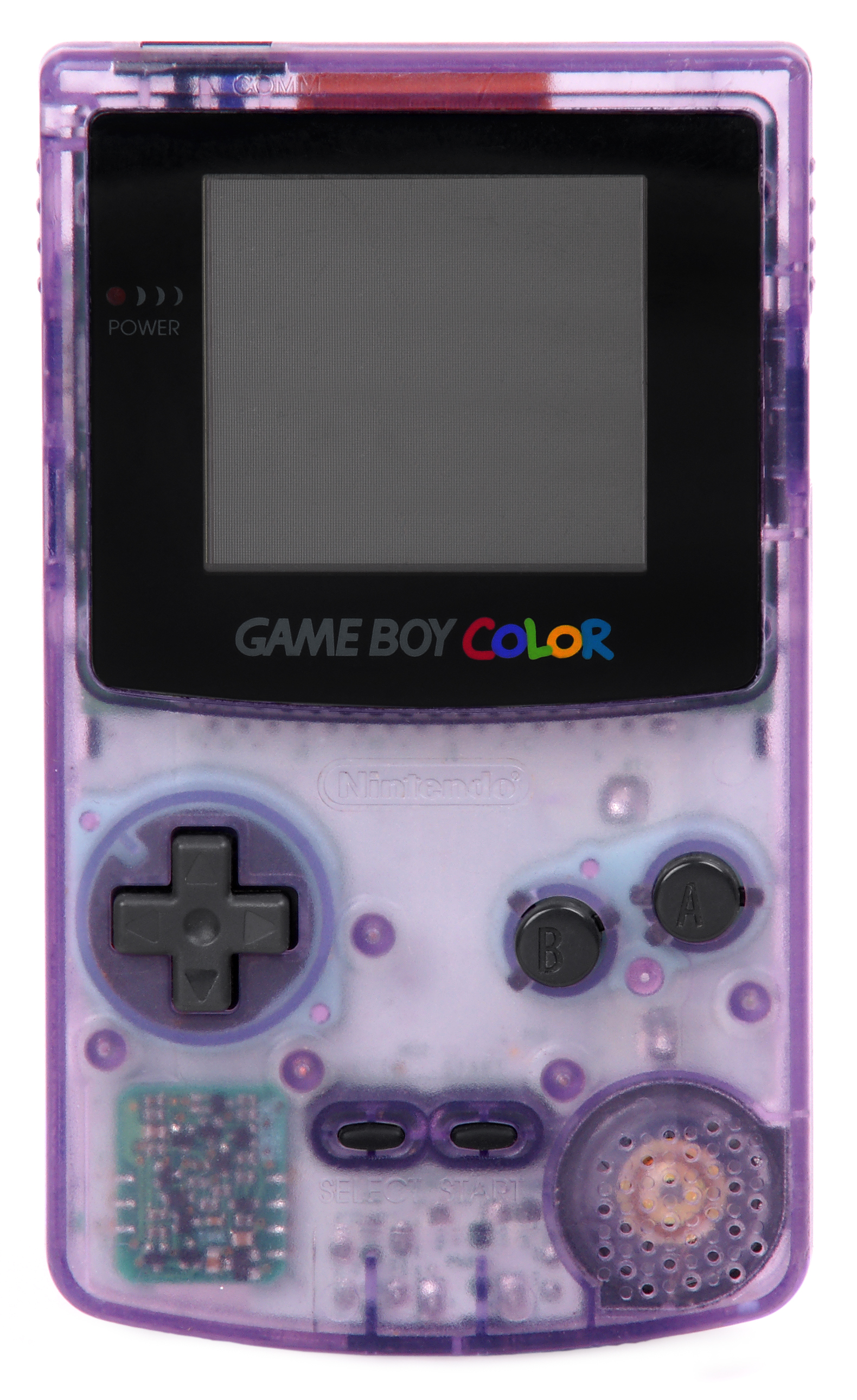
Game Boy Color

Game Boy Color (ゲームボーイカラー, Gēmu Bōi Karā) este o consolă de jocuri fabricată de compania Nintendo, lansată la data de 21 octombrie 1998 în Japonia, noiembrie 1998 în USA și 1999 în Europa. În România, consola a fost distribuită oficial din 2001 de către Skin Media.
1. ↑  „Nintendo - jocuri fără limite”. XtremPC (26): 2–3.